# Orchidea selvaggia 3
Orchidea selvaggia 3 è un film televisivo statunitense del 1992 diretto da Zalman King ed interpretato da David Duchovny, Brigitte Bako, and Billy Wirth. 
Il film è stato concepito come episodio pilota della serie antologica Red Shoe Diaries e ha debuttato sulla rete Showtime il 16 maggio 1992.
Nonostante il titolo italiano, il film non è la continuazione di Orchidea selvaggia o di Orchidea selvaggia 2.

## Trama
Dopo aver partecipato al funerale della sua fidanzata Alex morta suicida, l'affermato architetto Jake Winters torna nel loft di lusso che condivideva con la ragazza e lì scopre un diario che lei ha scritto fino a pochi giorni prima di morire. Il suo diario racconta di una relazione che la donna ha avuto e attraverso una serie di flashback ci viene mostrato l'inizio della relazione. 
Un giorno, mentre fa ritorna a casa, Alex incontra per caso un bell'operaio edile che le salva la vita prima che un'auto la investa. Alex si infatua dell'operaio e un giorno decide di seguirlo scoprendo che ha un secondo lavoro come venditore di scarpe. Alex entra nel negozio e acquista un paio di scarpe rosse col tacco alto. L'uomo la invita ad andare a casa sua la sera seguente. Nonostante la sua relazione amorosa con Jake, Alex intraprende una torbida relazione con l'altro uomo, di nome Tom. Sentendosi poi in colpa per le sue azioni, la donna tenta di interrompere la relazione, ma questo spinge Tom a ricattarla minacciandola di rendere pubblica la loro relazione. Non sapendo come agire, Alex decide di chiedere consiglio ad altre donne pubblicando un annuncio personale sul giornale.
Nel giorno del 26° compleanno di Alex, Jake le fa la proposta di matrimonio. In seguito Alex si incontra con Tom in un hotel e lo informa che non intende vederlo mai più e che presto si sposerà. Questo fatto rende furioso Tom che le dice che la loro relazione non finirà finché non sarà lui a deciderlo. Alex inizialmente lo schiaffeggia e lo respinge ma poi, ammettendo di volerlo, fa sesso con lui. Divisa tra l'amore per Jake e la voglia di non rinunciare a Tom, Alex viene consumata dal senso di colpa e dalla depressione e si suicida tagliandosi i polsi nella vasca da bagno.
Dopo aver letto il diario di Alex, Jake decide di andare al negozio di scarpe per affrontare Tom. Senza rivelare la sua identità, Jake scherza con Tom chiedendogli se il negozio vende scarpe rosse col tacco. In seguito Jake segue Tom in un bar e lo sfida ad una partita di basket uno contro uno per 1 000 dollari. I due si dirigono quindi all'appartamento di Jake con delle amiche di Jake al seguito. 
Sentendo come le donne tifano per Tom, Jake va su tutte le furie ed inizia a lottare con l'uomo. Al termine della lotta, Jake rivela di essere stato fidanzato con Alex e di averla trovata morta nella vasca da bagno. Tom ammette di essere stato innamorato di Alex e colpisce Jake in faccia.
Qualche tempo dopo, Jake decide di mettere un annuncio sul giornale. Nell'annuncio anonimo firmato "Red Shoe", chiede alle donne che si sono sentite tradite o che hanno tradito di inviargli le loro storie personali.

## Serie TV
Il successo ottenuto dal film portò alla realizzazione di una serie televisiva drammatico/erotica intitolata Red Shoe Diaries, ideata dallo stesso Zalman King e trasmessa dal 1992 al 1996.